# Lista över fornlämningar i Gotlands kommun (Lokrume)
Lista över fornlämningar i Gotlands kommun (Lokrume) är en förteckning av ett urval av de fornlämningar som finns i Lokrume i Gotlands kommun.
| Namn          | Lämningstyp                      | Tillkomsttid | Historisk indelning | Plats | Läge                 | ID-nr          | Bild                                 |
| ------------- | -------------------------------- | ------------ | ------------------- | ----- | -------------------- | -------------- | ------------------------------------ |
| Lokrume 1:1   | Stensättning                     |              | Lokrume, Gotland    |       | 57.684790, 18.538739 | 10094800010001 | Ladda upp en bild av detta fornminne |
| Lokrume 1:5   | Stensättning                     |              | Lokrume, Gotland    |       | 57.684825, 18.538216 | 10094800010005 | Ladda upp en bild av detta fornminne |
| Lokrume 1:6   | Stensättning                     |              | Lokrume, Gotland    |       | 57.684401, 18.538162 | 10094800010006 | Ladda upp en bild av detta fornminne |
| Lokrume 2:1   | Stensättning                     |              | Lokrume, Gotland    |       | 57.683600, 18.537464 | 10094800020001 | Ladda upp en bild av detta fornminne |
| Lokrume 2:2   | Stensättning                     |              | Lokrume, Gotland    |       | 57.683775, 18.537421 | 10094800020002 | Ladda upp en bild av detta fornminne |
| Lokrume 2:3   | Stensättning                     |              | Lokrume, Gotland    |       | 57.683866, 18.537092 | 10094800020003 | Ladda upp en bild av detta fornminne |
| Lokrume 3:1   | Stensättning                     |              | Lokrume, Gotland    |       | 57.682854, 18.535651 | 10094800030001 | Ladda upp en bild av detta fornminne |
| Lokrume 5:1   | Husgrund, förhistorisk/medeltida |              | Lokrume, Gotland    |       | 57.701587, 18.533760 | 10094800050001 | Ladda upp en bild av detta fornminne |
| Lokrume 6:1   | Husgrund, förhistorisk/medeltida |              | Lokrume, Gotland    |       | 57.702443, 18.536736 | 10094800060001 | Ladda upp en bild av detta fornminne |
| Lokrume 8:1   | Röse                             |              | Lokrume, Gotland    |       | 57.661164, 18.539699 | 10094800080001 | Ladda upp en bild av detta fornminne |
| Lokrume 10:1  | Stensättning                     |              | Lokrume, Gotland    |       | 57.662552, 18.535508 | 10094800100001 | Ladda upp en bild av detta fornminne |
| Lokrume 11:1  | Stensättning                     |              | Lokrume, Gotland    |       | 57.663592, 18.537201 | 10094800110001 | Ladda upp en bild av detta fornminne |
| Lokrume 11:2  | Stensättning                     |              | Lokrume, Gotland    |       | 57.663919, 18.536822 | 10094800110002 | Ladda upp en bild av detta fornminne |
| Lokrume 13:1  | Gravfält                         |              | Lokrume, Gotland    |       | 57.662921, 18.537602 | 10094800130001 | Ladda upp en bild av detta fornminne |
| Lokrume 14:1  | Gravfält                         |              | Lokrume, Gotland    |       | 57.666187, 18.538111 | 10094800140001 | Ladda upp en bild av detta fornminne |
| Lokrume 19:1  | Husgrund, förhistorisk/medeltida |              | Lokrume, Gotland    |       | 57.670744, 18.538382 | 10094800190001 | Ladda upp en bild av detta fornminne |
| Lokrume 23:1  | Hällristning                     |              | Lokrume, Gotland    |       | 57.686816, 18.540105 | 11100000000904 | Ladda upp en bild av detta fornminne |
| Lokrume 25:1  | Husgrund, förhistorisk/medeltida |              | Lokrume, Gotland    |       | 57.680436, 18.522717 | 10094800250001 | Ladda upp en bild av detta fornminne |
| Lokrume 26:1  | Stensättning                     |              | Lokrume, Gotland    |       | 57.678992, 18.530239 | 10094800260001 | Ladda upp en bild av detta fornminne |
| Lokrume 29:1  | Husgrund, förhistorisk/medeltida |              | Lokrume, Gotland    |       | 57.669791, 18.514458 | 11000000001885 | Ladda upp en bild av detta fornminne |
| Lokrume 33:1  | Gravfält                         |              | Lokrume, Gotland    |       | 57.668068, 18.565116 | 10094800330001 | Ladda upp en bild av detta fornminne |
| Lokrume 34:1  | Gravfält                         |              | Lokrume, Gotland    |       | 57.671406, 18.565051 | 10094800340001 | Ladda upp en bild av detta fornminne |
| Lokrume 35:1  | Stensättning                     |              | Lokrume, Gotland    |       | 57.676080, 18.564819 | 10094800350001 | Ladda upp en bild av detta fornminne |
| Lokrume 36:1  | Husgrund, förhistorisk/medeltida |              | Lokrume, Gotland    |       | 57.673389, 18.556146 | 10094800360001 | Ladda upp en bild av detta fornminne |
| Lokrume 37:1  | Gravfält                         |              | Lokrume, Gotland    |       | 57.673706, 18.556190 | 10094800370001 | Ladda upp en bild av detta fornminne |
| Lokrume 40:1  | Stensättning                     |              | Lokrume, Gotland    |       | 57.685909, 18.548393 | 10094800400001 | Ladda upp en bild av detta fornminne |
| Lokrume 41:1  | Stensättning                     |              | Lokrume, Gotland    |       | 57.686734, 18.548644 | 10094800410001 | Ladda upp en bild av detta fornminne |
| Lokrume 42:1  | Stensättning                     |              | Lokrume, Gotland    |       | 57.689021, 18.550442 | 10094800420001 | Ladda upp en bild av detta fornminne |
| Lokrume 45:1  | Hällristning                     |              | Lokrume, Gotland    |       | 57.685958, 18.552517 | 11100000000930 | Ladda upp en bild av detta fornminne |
| Lokrume 45:2  | Hällristning                     |              | Lokrume, Gotland    |       | 57.685958, 18.552517 | 11100000000931 | Ladda upp en bild av detta fornminne |
| Lokrume 47:1  | Husgrund, förhistorisk/medeltida |              | Lokrume, Gotland    |       | 57.677640, 18.555681 | 11000000001891 | Ladda upp en bild av detta fornminne |
| Lokrume 47:2  | Husgrund, förhistorisk/medeltida |              | Lokrume, Gotland    |       | 57.677958, 18.555675 | 11000000001892 | Ladda upp en bild av detta fornminne |
| Lokrume 48:1  | Stensättning                     |              | Lokrume, Gotland    |       | 57.680423, 18.565575 | 10094800480001 | Ladda upp en bild av detta fornminne |
| Lokrume 48:3  | Stensättning                     |              | Lokrume, Gotland    |       | 57.680472, 18.565277 | 10094800480003 | Ladda upp en bild av detta fornminne |
| Lokrume 48:4  | Stensättning                     |              | Lokrume, Gotland    |       | 57.680356, 18.566046 | 10094800480004 | Ladda upp en bild av detta fornminne |
| Lokrume 49:1  | Stenkrets                        |              | Lokrume, Gotland    |       | 57.684906, 18.567219 | 10094800490001 | Ladda upp en bild av detta fornminne |
| Lokrume 51:1  | Stensättning                     |              | Lokrume, Gotland    |       | 57.685806, 18.566858 | 10094800510001 | Ladda upp en bild av detta fornminne |
| Lokrume 53:1  | Röse                             |              | Lokrume, Gotland    |       | 57.695049, 18.574672 | 10094800530001 | Ladda upp en bild av detta fornminne |
| Lokrume 53:2  | Stensättning                     |              | Lokrume, Gotland    |       | 57.694606, 18.574688 | 10094800530002 | Ladda upp en bild av detta fornminne |
| Lokrume 54:1  | Husgrund, historisk tid          |              | Lokrume, Gotland    |       | 57.687537, 18.564694 | 10094800540001 | Ladda upp en bild av detta fornminne |
| Lokrume 58:1  | Stensättning                     |              | Lokrume, Gotland    |       | 57.703361, 18.575818 | 10094800580001 | Ladda upp en bild av detta fornminne |
| Lokrume 59:1  | Röse                             |              | Lokrume, Gotland    |       | 57.698169, 18.576500 | 10094800590001 | Ladda upp en bild av detta fornminne |
| Lokrume 59:2  | Stensättning                     |              | Lokrume, Gotland    |       | 57.698176, 18.576176 | 10094800590002 | Ladda upp en bild av detta fornminne |
| Lokrume 59:3  | Stensättning                     |              | Lokrume, Gotland    |       | 57.698192, 18.575982 | 10094800590003 | Ladda upp en bild av detta fornminne |
| Lokrume 60:1  | Röse                             |              | Lokrume, Gotland    |       | 57.698028, 18.584516 | 10094800600001 | Ladda upp en bild av detta fornminne |
| Lokrume 62:1  | Hällristning                     |              | Lokrume, Gotland    |       | 57.711785, 18.506804 | 11100000000933 | Ladda upp en bild av detta fornminne |
| Lokrume 62:2  | Hällristning                     |              | Lokrume, Gotland    |       | 57.711899, 18.506697 | 11100000000934 | Ladda upp en bild av detta fornminne |
| Lokrume 62:3  | Hällristning                     |              | Lokrume, Gotland    |       | 57.711669, 18.506786 | 11100000000935 | Ladda upp en bild av detta fornminne |
| Lokrume 62:4  | Hällristning                     |              | Lokrume, Gotland    |       | 57.711585, 18.506676 | 11100000000936 | Ladda upp en bild av detta fornminne |
| Lokrume 63:1  | Hällristning                     |              | Lokrume, Gotland    |       | 57.712545, 18.506683 | 11100000000937 | Ladda upp en bild av detta fornminne |
| Lokrume 63:2  | Hällristning                     |              | Lokrume, Gotland    |       | 57.712630, 18.506675 | 11100000000938 | Ladda upp en bild av detta fornminne |
| Lokrume 63:3  | Hällristning                     |              | Lokrume, Gotland    |       | 57.712651, 18.506761 | 11100000000939 | Ladda upp en bild av detta fornminne |
| Lokrume 63:4  | Hällristning                     |              | Lokrume, Gotland    |       | 57.712700, 18.506751 | 11100000000940 | Ladda upp en bild av detta fornminne |
| Lokrume 63:5  | Hällristning                     |              | Lokrume, Gotland    |       | 57.712776, 18.506699 | 11100000000941 | Ladda upp en bild av detta fornminne |
| Lokrume 63:6  | Hällristning                     |              | Lokrume, Gotland    |       | 57.712791, 18.506771 | 11100000000942 | Ladda upp en bild av detta fornminne |
| Lokrume 63:7  | Hällristning                     |              | Lokrume, Gotland    |       | 57.712867, 18.506791 | 11100000000943 | Ladda upp en bild av detta fornminne |
| Lokrume 63:8  | Hällristning                     |              | Lokrume, Gotland    |       | 57.713002, 18.506827 | 11100000000944 | Ladda upp en bild av detta fornminne |
| Lokrume 66:1  | Stensättning                     |              | Lokrume, Gotland    |       | 57.685290, 18.534457 | 10094800660001 | Ladda upp en bild av detta fornminne |
| Lokrume 67:1  | Hällristning                     |              | Lokrume, Gotland    |       | 57.672004, 18.528237 | 11100000000945 | Ladda upp en bild av detta fornminne |
| Lokrume 71:1  | Stensättning                     |              | Lokrume, Gotland    |       | 57.687058, 18.552805 | 10094800710001 | Ladda upp en bild av detta fornminne |
| Lokrume 78:1  | Stensättning                     |              | Lokrume, Gotland    |       | 57.695684, 18.564223 | 10094800780001 | Ladda upp en bild av detta fornminne |
| Lokrume 83:1  | Hällristning                     |              | Lokrume, Gotland    |       | 57.696468, 18.526252 | 11100000000946 | Ladda upp en bild av detta fornminne |
| Lokrume 84:1  | Stensättning                     |              | Lokrume, Gotland    |       | 57.697534, 18.543797 | 10094800840001 | Ladda upp en bild av detta fornminne |
| Lokrume 84:2  | Stensättning                     |              | Lokrume, Gotland    |       | 57.697672, 18.543863 | 10094800840002 | Ladda upp en bild av detta fornminne |
| Lokrume 84:3  | Stensättning                     |              | Lokrume, Gotland    |       | 57.697439, 18.543604 | 10094800840003 | Ladda upp en bild av detta fornminne |
| Lokrume 84:4  | Stensättning                     |              | Lokrume, Gotland    |       | 57.697348, 18.543672 | 10094800840004 | Ladda upp en bild av detta fornminne |
| Lokrume 89:1  | Röse                             |              | Lokrume, Gotland    |       | 57.673432, 18.567826 | 10094800890001 | Ladda upp en bild av detta fornminne |
| Lokrume 93:1  | Hällristning                     |              | Lokrume, Gotland    |       | 57.676362, 18.545620 | 11100000000948 | Ladda upp en bild av detta fornminne |
| Lokrume 102:1 | Stensättning                     |              | Lokrume, Gotland    |       | 57.693950, 18.573741 | 10094801020001 | Ladda upp en bild av detta fornminne |
| Lokrume 105:1 | Hällristning                     |              | Lokrume, Gotland    |       | 57.713704, 18.507400 | 11100000000949 | Ladda upp en bild av detta fornminne |
| Lokrume 105:2 | Hällristning                     |              | Lokrume, Gotland    |       | 57.713628, 18.507492 | 11100000000950 | Ladda upp en bild av detta fornminne |
| Lokrume 106:1 | Hällristning                     |              | Lokrume, Gotland    |       | 57.710832, 18.506680 | 11100000000951 | Ladda upp en bild av detta fornminne |
| Lokrume 107:1 | Hällristning                     |              | Lokrume, Gotland    |       | 57.710146, 18.506186 | 11100000000952 | Ladda upp en bild av detta fornminne |
| Lokrume 107:2 | Hällristning                     |              | Lokrume, Gotland    |       | 57.710059, 18.506119 | 11100000000953 | Ladda upp en bild av detta fornminne |
| Lokrume 107:3 | Hällristning                     |              | Lokrume, Gotland    |       | 57.709971, 18.506063 | 11100000000954 | Ladda upp en bild av detta fornminne |
| Lokrume 107:4 | Hällristning                     |              | Lokrume, Gotland    |       | 57.709873, 18.506023 | 11100000000955 | Ladda upp en bild av detta fornminne |
| Lokrume 107:5 | Hällristning                     |              | Lokrume, Gotland    |       | 57.709792, 18.505934 | 11100000000956 | Ladda upp en bild av detta fornminne |
| Fole 27:1     | Gravfält                         |              | Lokrume, Gotland    |       | 57.663431, 18.538107 | 10091700270001 | Ladda upp en bild av detta fornminne |